# Foucaucourt-Hors-Nesle
Pour les articles homonymes, voir Foucaucourt.
Foucaucourt-Hors-Nesle est une commune française située dans le département de la Somme en région Hauts-de-France.

## Géographie

### Localisation
Foucaucourt-Hors-Nesle est un village picard du Vimeu.
À vol d'oiseau, la localité est située à 5 km au sud-ouest de Oisemont, 7 km au sud-est de Blangy-sur-Bresle, 9 km au nord-ouest de Beaucamps-le-Vieux, 23 km au sud-ouest d'Abbeville et à 41 km à l'ouest d'Amiens.
Le territoire de la commune est limitrophe de ceux de six communes.
Les communes limitrophes sont  Lignières-en-Vimeu, Mouflières, Nesle-l'Hôpital, Rambures, Senarpont et Villeroy.

### Hydrographie
La commune est traversée par la ligne de partage des eaux entre les bassins hydrographiques Artois-Picardie et Seine-Normandie. Elle n'est drainée par aucun cours d'eau.

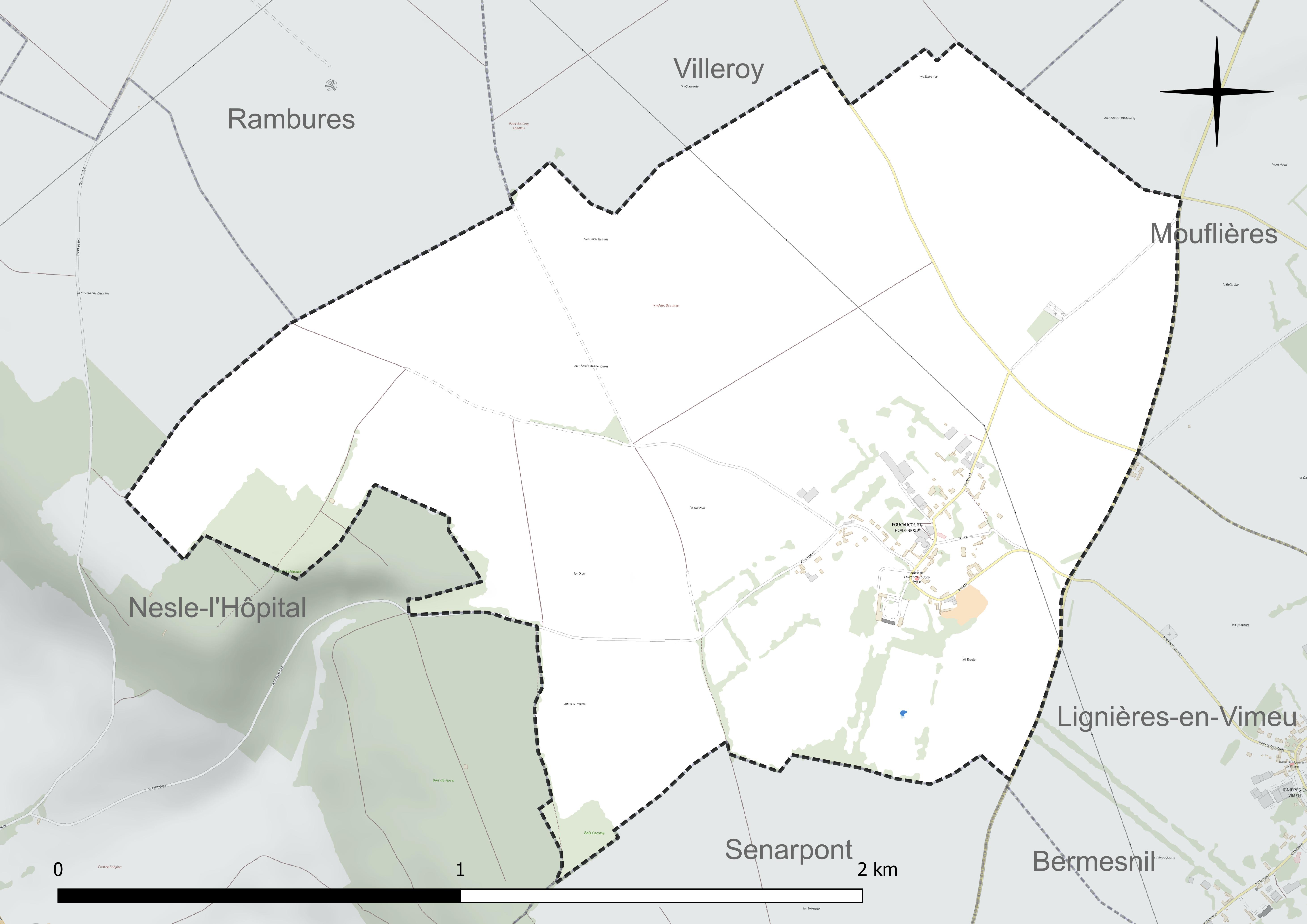
Réseau hydrographique de Foucaucourt-Hors-Nesle.

### Climat
Pour des articles plus généraux, voir Climat des Hauts-de-France et Climat de la Somme.
En 2010, le climat de la commune est de type climat océanique altéré, selon une étude du CNRS s'appuyant sur une série de données couvrant la période 1971-2000. En 2020, Météo-France publie une typologie des climats de la France métropolitaine dans laquelle la commune est exposée à un climat océanique et est dans la région climatique Côtes de la Manche orientale, caractérisée par un faible ensoleillement (1 550 h/an) ; forte humidité de l'air (plus de 20 h/jour avec humidité relative > 80 % en hiver), vents forts fréquents.
Pour la période 1971-2000, la température annuelle moyenne est de 10,1 °C, avec une amplitude thermique annuelle de 13,4 °C. Le cumul annuel moyen de précipitations est de 868 mm, avec 12,7 jours de précipitations en janvier et 8,8 jours en juillet. Pour la période 1991-2020, la température moyenne annuelle observée sur la station météorologique la plus proche, située sur la commune d'Oisemont à 5 km à vol d'oiseau, est de 11,1 °C et le cumul annuel moyen de précipitations est de 801,4 mm,. Pour l'avenir, les paramètres climatiques de la commune estimés pour 2050 selon différents scénarios d'émission de gaz à effet de serre sont consultables sur un site dédié publié par Météo-France en novembre 2022.
| Mois                                  | jan.             | fév.            | mars          | avril         | mai             | juin           | jui.          | août           | sep.          | oct.            | nov.            | déc.             | année      |
| ------------------------------------- | ---------------- | --------------- | ------------- | ------------- | --------------- | -------------- | ------------- | -------------- | ------------- | --------------- | --------------- | ---------------- | ---------- |
| Température minimale moyenne (°C)     | 1,9              | 1,9             | 3,7           | 5,2           | 8,3             | 11,3           | 13,4          | 13,5           | 11            | 8,4             | 5,1             | 2,6              | 7,2        |
| Température moyenne (°C)              | 4,4              | 4,8             | 7,4           | 10            | 13,2            | 16,1           | 18,3          | 18,4           | 15,5          | 12              | 7,8             | 5                | 11,1       |
| Température maximale moyenne (°C)     | 6,9              | 7,7             | 11,2          | 14,8          | 18              | 21             | 23,2          | 23,3           | 20,1          | 15,5            | 10,5            | 7,3              | 15         |
| Record de froid (°C) date du record   | −12,7 01.01.1997 | −13 07.02.1991  | −8,8 04.03.05 | −4 08.04.03   | −0,9 05.05.1996 | 2,2 02.06.1991 | 6 07.07.1996  | 5,9 25.08.1993 | 2,6 30.09.18  | −4,9 29.10.1997 | −8,4 30.11.1989 | −13,2 29.12.1996 | −13,2 1996 |
| Record de chaleur (°C) date du record | 15,6 01.01.22    | 18,7 15.02.1998 | 24,8 31.03.21 | 27,6 19.04.18 | 31,7 27.05.05   | 36,4 18.06.22  | 41,4 25.07.19 | 38 10.08.03    | 34,2 10.09.23 | 29,1 01.10.11   | 20,9 07.11.15   | 16,1 31.12.22    | 41,4 2019  |
| Précipitations (mm)                   | 67,8             | 59,4            | 58,2          | 49,3          | 63,4            | 57,5           | 60            | 72             | 63,6          | 72,7            | 80,9            | 96,6             | 801,4      |

## Urbanisme

### Typologie
Au 1er janvier 2024, Foucaucourt-Hors-Nesle est catégorisée commune rurale à habitat dispersé, selon la nouvelle grille communale de densité à sept niveaux définie par l'Insee en 2022.
Elle est située hors unité urbaine et hors attraction des villes,.

### Occupation des sols
L'occupation des sols de la commune, telle qu'elle ressort de la base de données européenne d'occupation biophysique des sols Corine Land Cover (CLC), est marquée par l'importance des territoires agricoles (96,8 % en 2018), une proportion identique à celle de 1990 (96,8 %). La répartition détaillée en 2018 est la suivante : 
terres arables (74,5 %), prairies (22,3 %), forêts (3,2 %). L'évolution de l'occupation des sols de la commune et de ses infrastructures peut être observée sur les différentes représentations cartographiques du territoire : la carte de Cassini (XVIIIe siècle), la carte d'état-major (1820-1866) et les cartes ou photos aériennes de l'IGN pour la période actuelle (1950 à aujourd'hui).

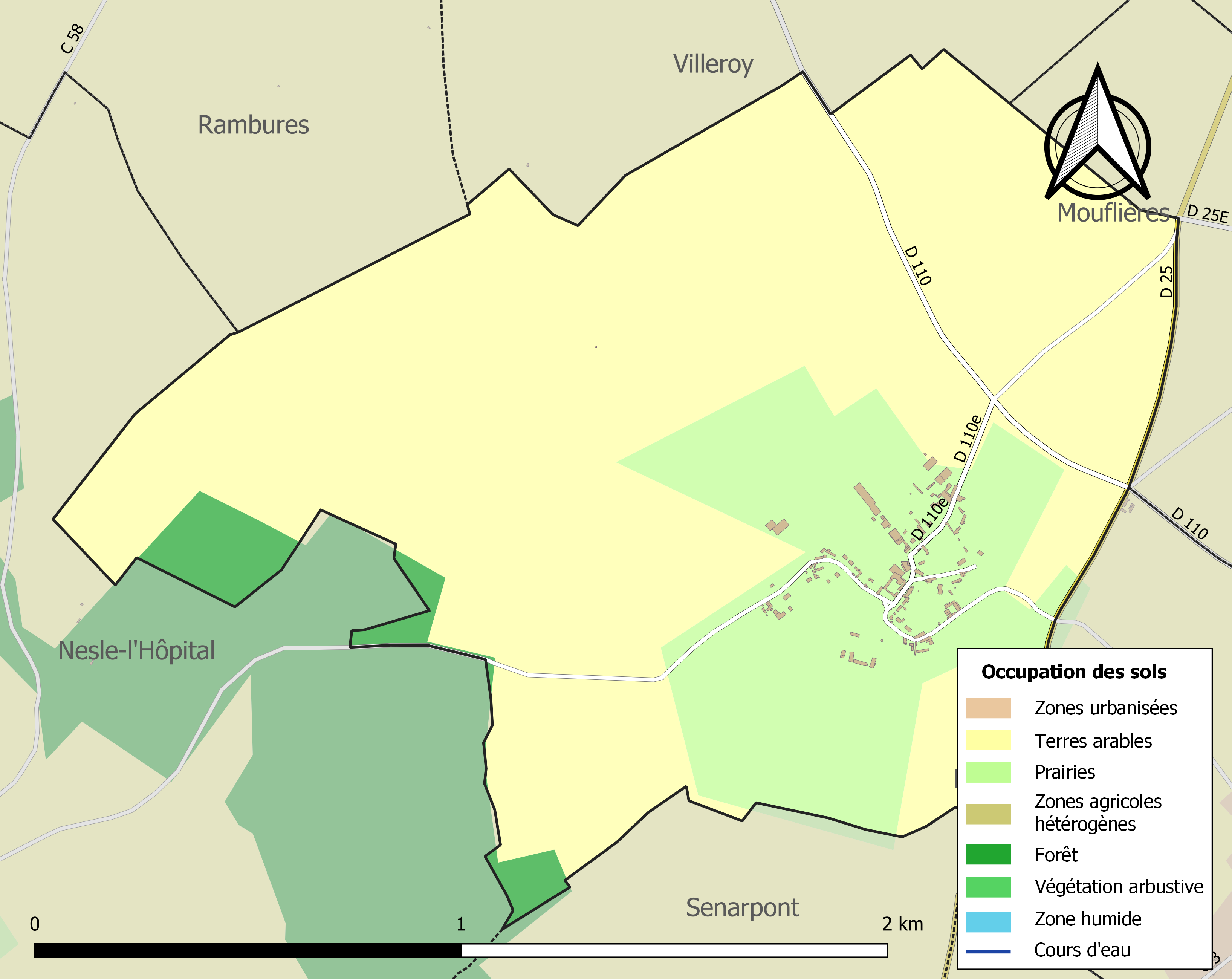
Carte des infrastructures et de l'occupation des sols de la commune en 2018 (CLC).

### Habitat et logement
En 2018, le nombre total de logements dans la commune était de 40, alors qu'il était de 36 en 2013 et de 35 en 2008.
Parmi ces logements, 79,7 % étaient des résidences principales, 10,2 % des résidences secondaires et 10,2 % des logements vacants. Ces logements étaient pour 100 % d'entre eux des maisons individuelles et pour 0 % des appartements.
Le tableau ci-dessous présente la typologie des logements à Foucaucourt-Hors-Nesle en 2018 en comparaison avec celle de la Somme et de la France entière. Une caractéristique marquante du parc de logements est ainsi une proportion de résidences secondaires et logements occasionnels (10,2 %) supérieure à celle du département (8,3 %) et à celle de la France entière (9,7 %). Concernant le statut d'occupation de ces logements, 83,9 % des habitants de la commune sont propriétaires de leur logement (82,8 % en 2013), contre 60,3 % pour la Somme et 57,5 pour la France entière.
| Typologie                                               | Foucaucourt-Hors-Nesle | Somme | France entière |
| ------------------------------------------------------- | ---------------------- | ----- | -------------- |
| Résidences principales (en %)                           | 79,7                   | 83,3  | 82,1           |
| Résidences secondaires et logements occasionnels (en %) | 10,2                   | 8,3   | 9,7            |
| Logements vacants (en %)                                | 10,2                   | 8,4   | 8,2            |

## Toponymie
Fulcocurt est cité dans un cartulaire de l'abbaye du Gard en 1130 ; Fulcolcurt en 1160 ; Foucaucourt en 1249 ; Focancourt en 1292 ; Foukancourt en 1301 ; Fauconcourt en 1648 ; Fauquaucourt — Fouquaucourt en 1657 ; Foucocourt en 1698 ; Faucaucourt-Hors-Nesle en 1753 ; Foucaucourt-hors-Nesle apparait en 1763 ; Foucaucourt-près-Neslette en 1766.
Nesle (Nèle en picard) est une commune, située dans le département de la Somme en région Hauts-de-France.

## Politique et administration

### Rattachements administratifs et électoraux
La commune se trouvait jusqu'en 2009 dans l'arrondissement d'Amiens du département de la Somme. De 2009 à 2016, elle est intégrée à l'arrondissement d'Abbeville, avant de réintégrer le 1er janvier 2017 l'arrondissement d'Amiens. Pour l'élection des députés, elle fait partie depuis 2012 de la troisième circonscription de la Somme.
Elle faisait partie depuis 1793 du canton d'Oisemont. Dans le cadre du redécoupage cantonal de 2014 en France, la commune est intégrée au canton de Poix-de-Picardie.

### Intercommunalité
La commune était membre de la petite communauté de communes de la Région d'Oisemont (CCRO), créée au 1er janvier 1995.
Dans le cadre des dispositions de la loi portant nouvelle organisation territoriale de la République du 7 août 2015, qui prévoit que les établissements publics de coopération intercommunale (EPCI) à fiscalité propre doivent avoir un minimum de 15 000 habitants, la préfète de la Somme propose en octobre 2015 un projet de nouveau schéma départemental de coopération intercommunale (SDCI) qui prévoit la réduction de 28 à 16 du nombre des intercommunalités à fiscalité propre du département.
Ce projet prévoit la « fusion des communautés de communes du Sud-Ouest Amiénois, du Contynois et de la région d'Oisemont », le nouvel ensemble de 37 412 habitants regroupant 120 communes,. À la suite de l'avis favorable de la commission départementale de coopération intercommunale en janvier 2016, la préfecture sollicite l'avis formel des conseils municipaux et communautaires concernés en vue de la mise en œuvre de la fusion.
La communauté de communes Somme Sud-Ouest (CC2SO), dont est désormais membre la commune, est ainsi créée au 1er janvier 2017.

### Liste des maires
| Période                                  | Période                       | Identité             | Étiquette | Qualité                         |
| ---------------------------------------- | ----------------------------- | -------------------- | --------- | ------------------------------- |
| Les données manquantes sont à compléter. |                               |                      |           |                                 |
| avant 1995                               | décembre 1997                 | Émile Decroisette    | DVD       | Démissionnaire                  |
| décembre 1997                            | En cours (au 18 janvier 2022) | Jean-Pierre Ricouart |           | Réélu pour le mandat 2020-2026, |

### Distinctions et labels
Au concours des villes et villages fleuris, une fleur récompense en 2014 les efforts locaux en faveur de l'environnement. La seconde fleur est obtenue en 2022.

## Démographie

### Évolution démographique
L'évolution du nombre d'habitants est connue à travers les recensements de la population effectués dans la commune depuis 1793. Pour les communes de moins de 10 000 habitants, une enquête de recensement portant sur toute la population est réalisée tous les cinq ans, les populations de référence des années intermédiaires étant quant à elles estimées par interpolation ou extrapolation. Pour la commune, le premier recensement exhaustif entrant dans le cadre du nouveau dispositif a été réalisé en 2006.

En 2022, la commune comptait 79 habitants, en évolution de +2,6 % par rapport à 2016 (Somme : −1,26 %, France hors Mayotte : +2,11 %).
| 1793 | 1800 | 1806 | 1821 | 1831 | 1836 | 1841 | 1846 | 1851 |
| ---- | ---- | ---- | ---- | ---- | ---- | ---- | ---- | ---- |
| 144  | 167  | 128  | 128  | 132  | 119  | 122  | 134  | 147  |

| 1856 | 1861 | 1866 | 1872 | 1876 | 1881 | 1886 | 1891 | 1896 |
| ---- | ---- | ---- | ---- | ---- | ---- | ---- | ---- | ---- |
| 154  | 134  | 152  | 165  | 145  | 123  | 146  | 152  | 131  |

| 1901 | 1906 | 1911 | 1921 | 1926 | 1931 | 1936 | 1946 | 1954 |
| ---- | ---- | ---- | ---- | ---- | ---- | ---- | ---- | ---- |
| 121  | 138  | 127  | 98   | 107  | 112  | 111  | 111  | 90   |

| 1962 | 1968 | 1975 | 1982 | 1990 | 1999 | 2006 | 2011 | 2016 |
| ---- | ---- | ---- | ---- | ---- | ---- | ---- | ---- | ---- |
| 83   | 82   | 80   | 77   | 81   | 68   | 73   | 69   | 77   |

| 2021 | 2022 | - | - | - | - | - | - | - |
| ---- | ---- | - | - | - | - | - | - | - |
| 80   | 79   | - | - | - | - | - | - | - |

### Pyramide des âges
La population de la commune est relativement jeune.
En 2018, le taux de personnes d'un âge inférieur à 30 ans s'élève à 40,3 %, soit au-dessus de la moyenne départementale (36,4 %). À l'inverse, le taux de personnes d'âge supérieur à 60 ans est de 15,6 % la même année, alors qu'il est de 26 % au niveau départemental.
En 2018, la commune comptait 45 hommes pour 35 femmes, soit un taux de 56,25 % d'hommes, largement supérieur au taux départemental (48,51 %).
Les pyramides des âges de la commune et du département s'établissent comme suit.
| Hommes | Classe d’âge | Femmes |
| ------ | ------------ | ------ |
| 0,0    | 90 ou +      | 0,0    |
| 2,3    | 75-89 ans    | 5,9    |
| 9,3    | 60-74 ans    | 14,7   |
| 20,9   | 45-59 ans    | 14,7   |
| 23,3   | 30-44 ans    | 29,4   |
| 14,0   | 15-29 ans    | 23,5   |
| 30,2   | 0-14 ans     | 11,8   |

| Hommes | Classe d’âge | Femmes |
| ------ | ------------ | ------ |
| 0,6    | 90 ou +      | 1,8    |
| 6,7    | 75-89 ans    | 9,4    |
| 17,2   | 60-74 ans    | 18,1   |
| 19,8   | 45-59 ans    | 19,1   |
| 18,2   | 30-44 ans    | 17,5   |
| 19,4   | 15-29 ans    | 18     |
| 18,2   | 0-14 ans     | 16,2   |

## Culture locale et patrimoine

### Lieux et monuments
- Château de Foucaucourt, construit du XVIe au XVIIIe siècle[36].
- Église Notre-Dame avec des murs en colombages.

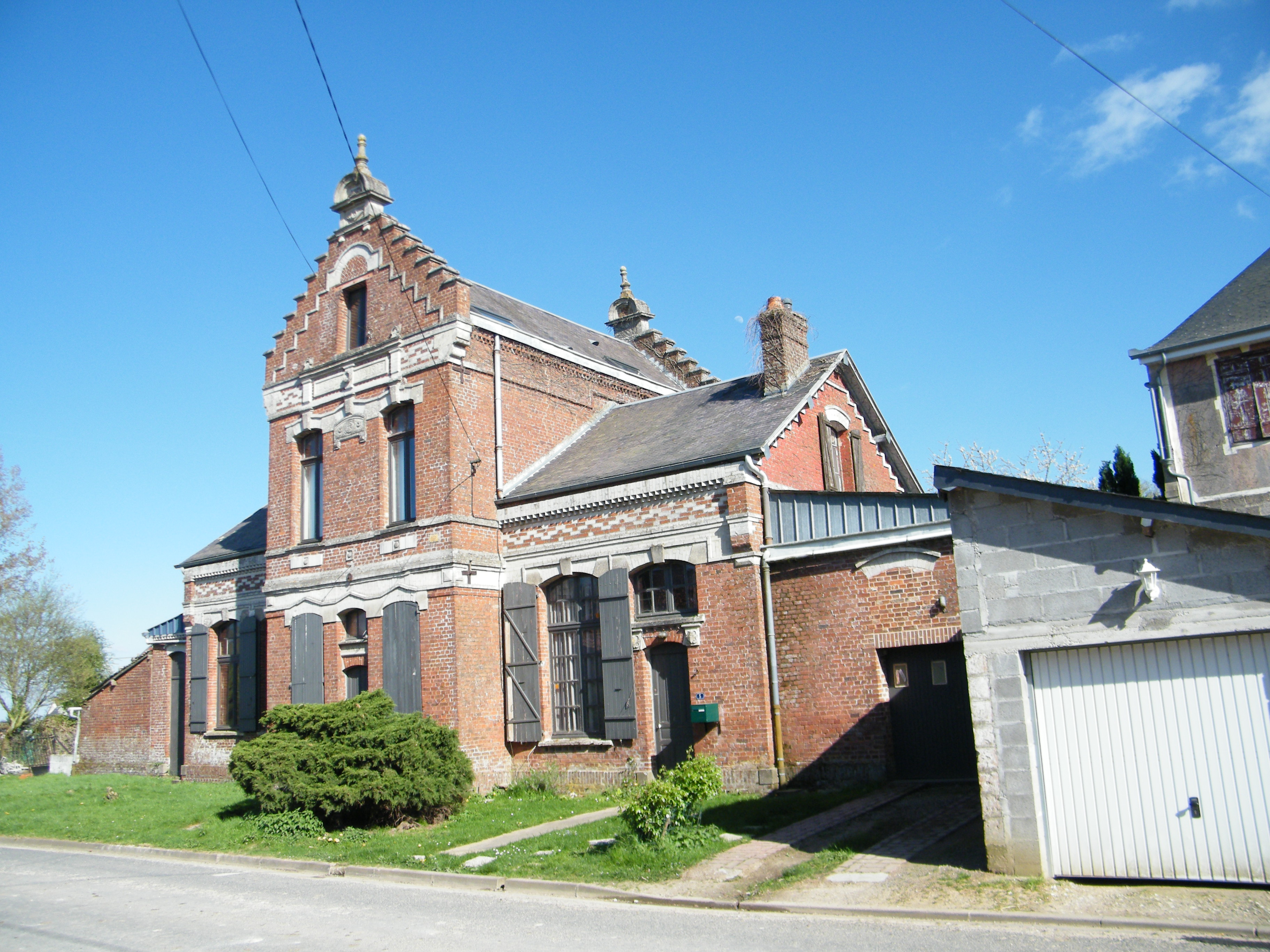
L'ancienne mairie-école.
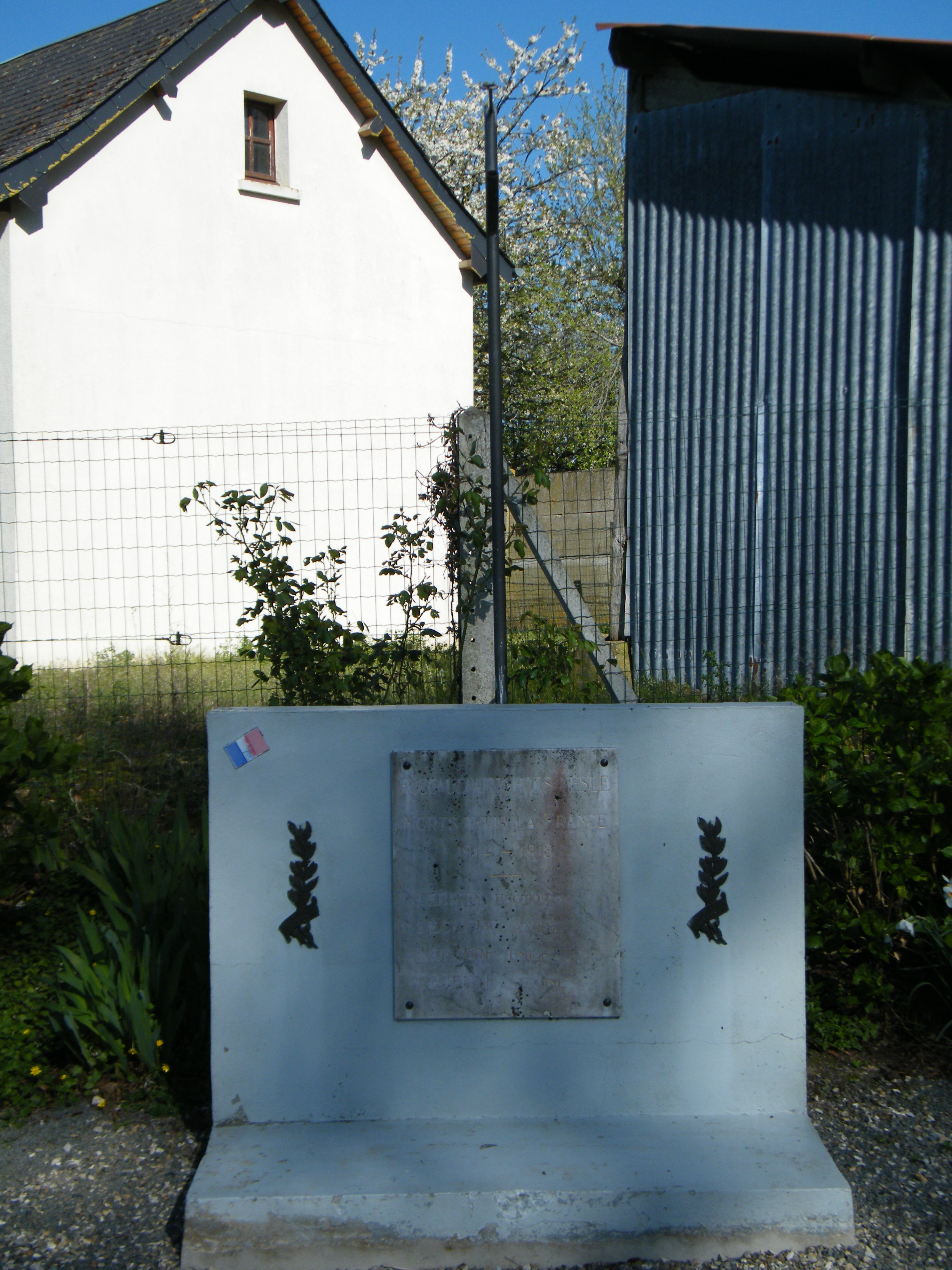
Plaque commémorative.
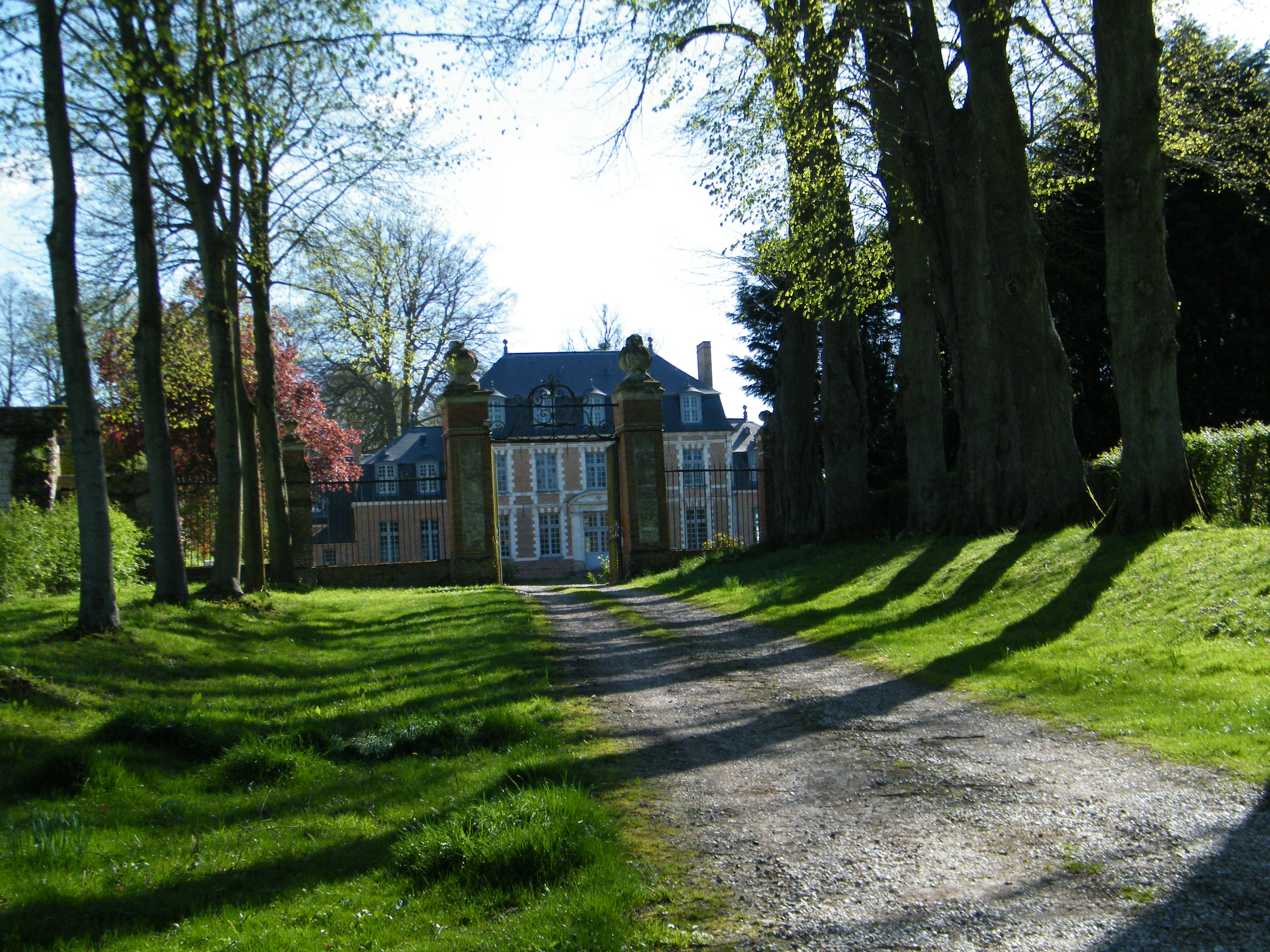
Le château, près de la place du village.
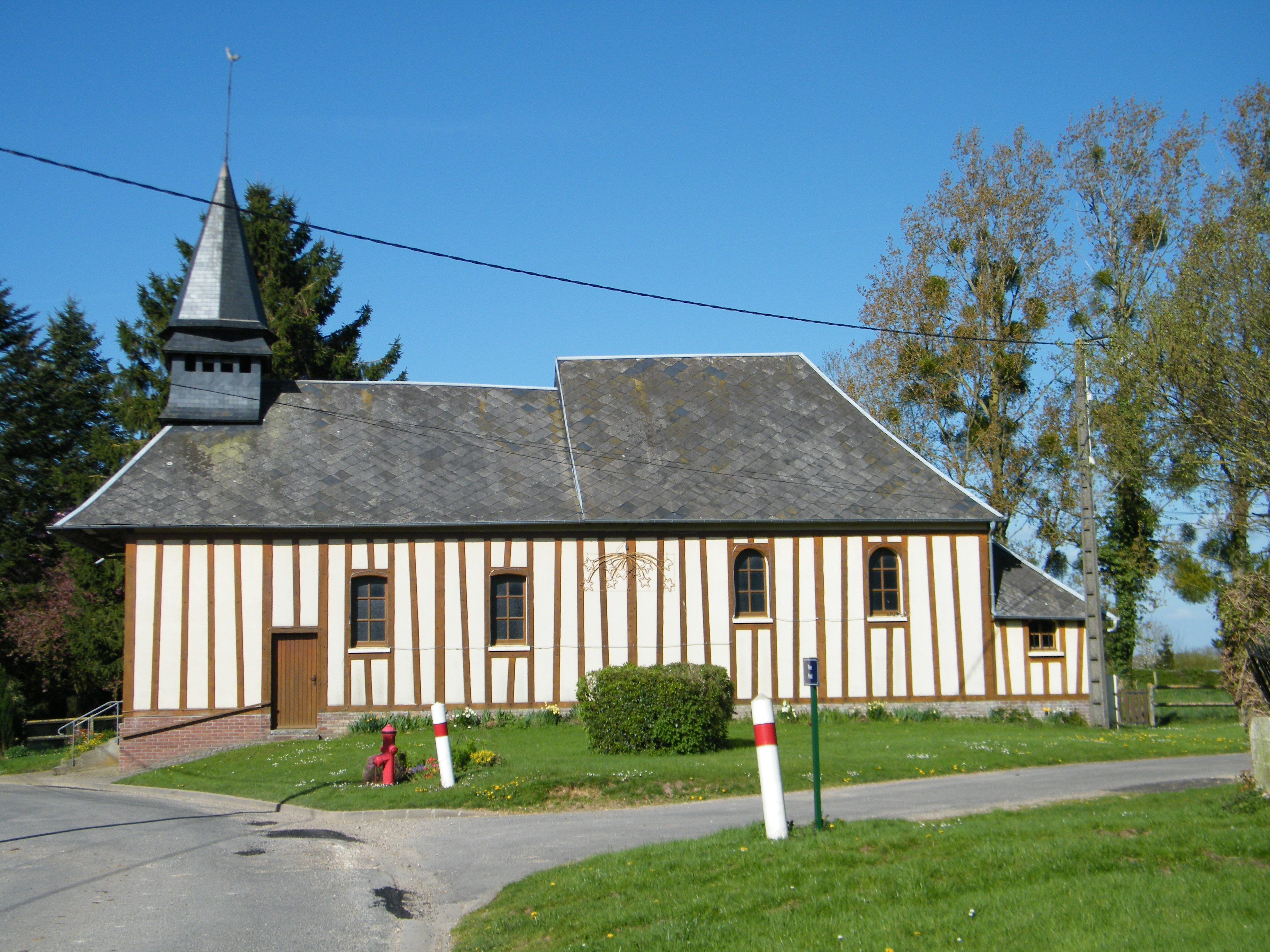
Le côté sud de l'église.
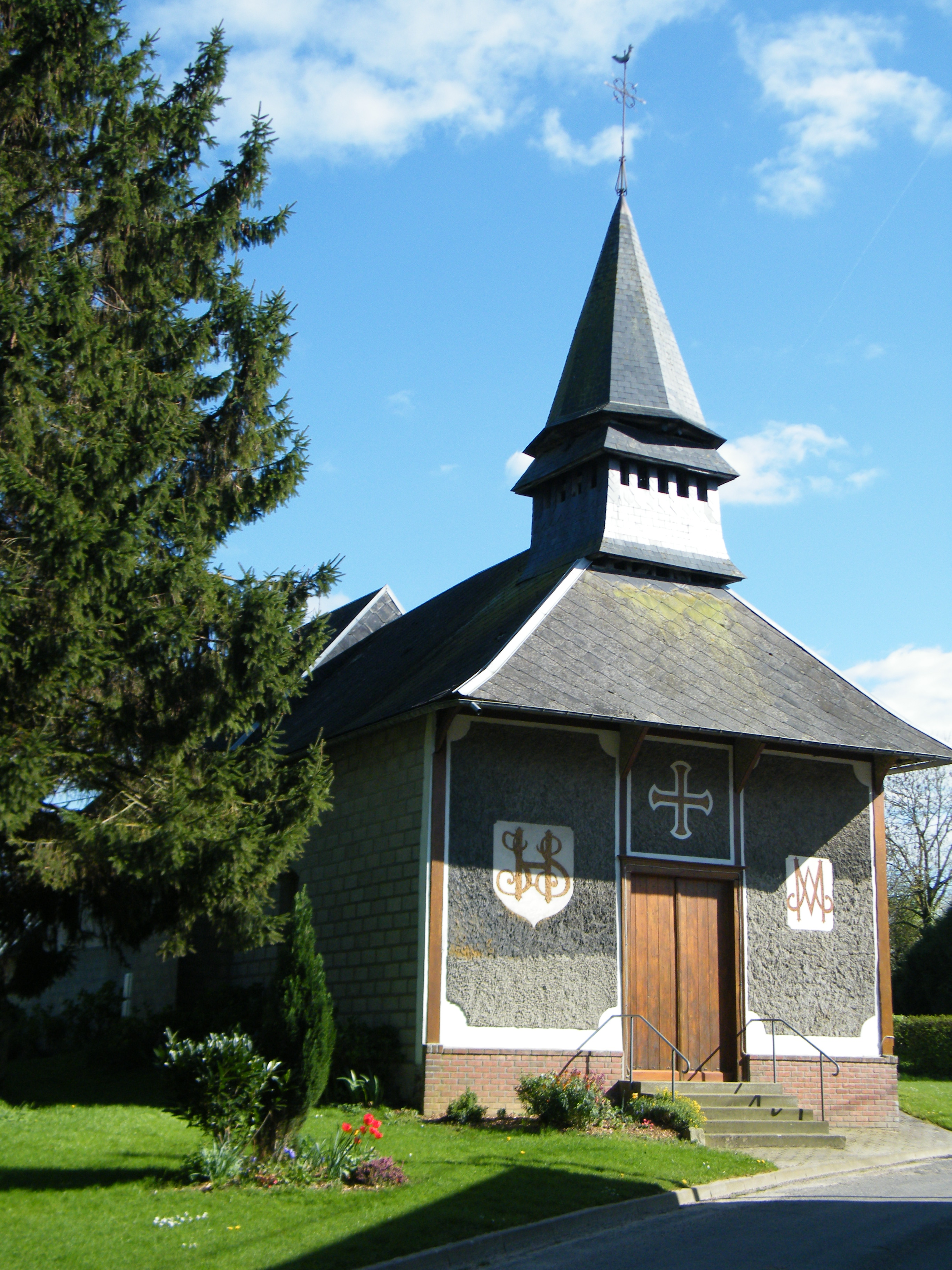
Façade de l'église.

## Pour approfondir